# Cái chết và quốc tang Nguyễn Phú Trọng
Nguyễn Phú Trọng, Tổng Bí thư Ban Chấp hành Trung ương Đảng Cộng sản Việt Nam, Bí thư Quân ủy Trung ương, từ trần vào hồi 13 giờ 38 phút, ngày 19 tháng 7 năm 2024 (tức ngày 14 tháng 6 năm Giáp Thìn) tại Bệnh viện Trung ương Quân đội 108 sau thời gian lâm bệnh, hưởng thọ 80 tuổi. Thông tin này được xác nhận bởi Ban Bảo vệ, Chăm sóc sức khỏe cán bộ Trung ương và được công bố rộng rãi trên truyền thông nhà nước vào lúc 18 giờ cùng ngày. Phải sau khi ông qua đời 1 ngày sau, Chính phủ mới công bố thông cáo đặc biệt về việc tổ chức quốc tang vào chiều 20 tháng 7 năm 2024. Tang lễ của ông được Ban Chấp hành Trung ương Đảng, Quốc hội, Chủ tịch nước, Chính phủ và Ủy ban Trung ương Mặt trận Tổ quốc Việt Nam cử hành trọng thể theo nghi thức quốc tang vào các ngày 25 và 26 tháng 7 năm 2024.
Tin Tổng Bí thư qua đời sau khi được công bố đã gây bàng hoàng và niềm tiếc thương vô hạn trong dư luận Việt Nam và bạn bè quốc tế. Đây là lễ Quốc tang có lượng người tới viếng đông đảo nhất kể từ lễ tang của Võ Nguyên Giáp vào năm 2013, với hơn 250.000 người vào viếng tại các địa điểm tổ chức lễ viếng ở khắp nơi trên cả nước.

## Bối cảnh

### Sự cố sức khỏe 2019
Vào ngày 14 tháng 4 năm 2019, trong chuyến công tác của Nguyễn Phú Trọng tại Kiên Giang đã gặp một vài sự cố về sức khỏe diễn ra mà theo cơ quan phát ngôn của Bộ Ngoại giao Việt Nam Lê Thị Thu Hằng là do làm việc "trong điều kiện trời rất nóng, tới mức 38 độ C" nên sức khỏe của ông đã bị ảnh hưởng. Trong khi đó, theo nhiều tờ báo hải ngoại lại cho rằng, ông đã bị đột quỵ trong tình trạng hôn mê sâu và nhập viện tại Bệnh viện Chợ Rẫy. Hai hôm sau khi nhập viện ở Chợ Rẫy, ông được cho là đã được di chuyển đến Hà Nội tại Bệnh viện Trung ương Quân đội 108. Chỉ trong hôm thông tin ông gặp sự cố về sức khỏe được lan truyền, từ khóa "Nguyễn Phú Trọng" đã lọt vào danh sách 5 từ khóa được tìm kiếm nhiều nhất theo thống kê của Google Trends với 200 nghìn lượt tìm kiếm. Tại Việt Nam, theo Luật Bảo vệ bí mật Nhà nước được thông qua trong năm 2018, sức khỏe của lãnh đạo Đảng và Nhà nước cũng được xếp vào thuộc dạng bí mật của nhà nước.
Trong ngày 18 tháng 4, kể từ 4 ngày sau tin đồn lan truyền về sức khỏe của ông, Đài Tiếng nói Việt Nam cũng đã dẫn lời về việc ông gửi điện mừng đến Chủ tịch Ủy ban thường vụ Hội nghị nhân dân tối cao Triều Tiên Choe Ryong Hae. Hôm 26 tháng 4, trong một cuộc trả lời với cử tri tại Cần Thơ, Chủ tịch Quốc hội Nguyễn Thị Kim Ngân cũng có phát biểu, về vấn đề ông Trọng và khẳng định ông đã "được các bác sĩ chăm sóc kịp thời nên đã ổn định, đang phục hồi và sẽ sớm trở lại làm việc". Vào hôm 3 tháng 5, tang lễ của Nguyên Chủ tịch nước Lê Đức Anh được diễn ra với việc ông Trọng làm Trưởng ban Tang lễ. Tuy nhiên, ông lại không xuất hiện trong buổi tang lễ này. Trong khi đó, các hoạt động liên quan đến phản ứng, điện mừng của ông vẫn được diễn ra bình thường.

### Vắng mặt trong nhiều sự kiện chính trị 2024
Trong một bài viết của Bloomberg News vào hôm 12 tháng 1 đã dẫn lời nguồn tin trong nước từ hai quan chức giấu tên về vấn đề liên quan đến sức khỏe của ông Trọng. Ông đã bắt đầu nhập viện từ ngày 8 tháng 1 năm 2024. Trong khoảng thời gian này, Tổng thống Indonesia Joko Widodo cũng đã có chuyến thăm tại Việt Nam nhưng lại không có cuộc gặp gỡ với ông Trọng càng làm cho nghi vấn này thêm được khẳng định. Trước đó, Thủ tướng Lào Sonexay Siphandone cũng đã có chuyến thăm đến Việt Nam trong hai ngày lần lượt vào ngày 6 và 7 nhưng cũng không có gặp gỡ với Tổng Bí thư Đảng Cộng sản Việt Nam. Ngay sau đó, hôm 13 tháng 1, trang Facebook của Công an tỉnh Vĩnh Phúc đã đăng tải các thông tin và khẳng định đây là "thông tin sai sự thật". Tuy nhiên, đến chiều ngày 14 tháng 1, các nội dung liên quan đã bị gỡ bỏ. Mặc dù vậy, trong phiên họp Quốc hội bất thường diễn ra vào ngày 15 tháng 1, Tổng Bí thư Đảng Cộng sản Việt Nam Nguyễn Phú Trọng đã xuất hiện tại sự kiện. Một hôm sau đó, trả lời với phóng viên Nikkei Asia, Thủ tướng Phạm Minh Chính cũng khẳng định sức khỏe "hiện tại ông ấy ổn".

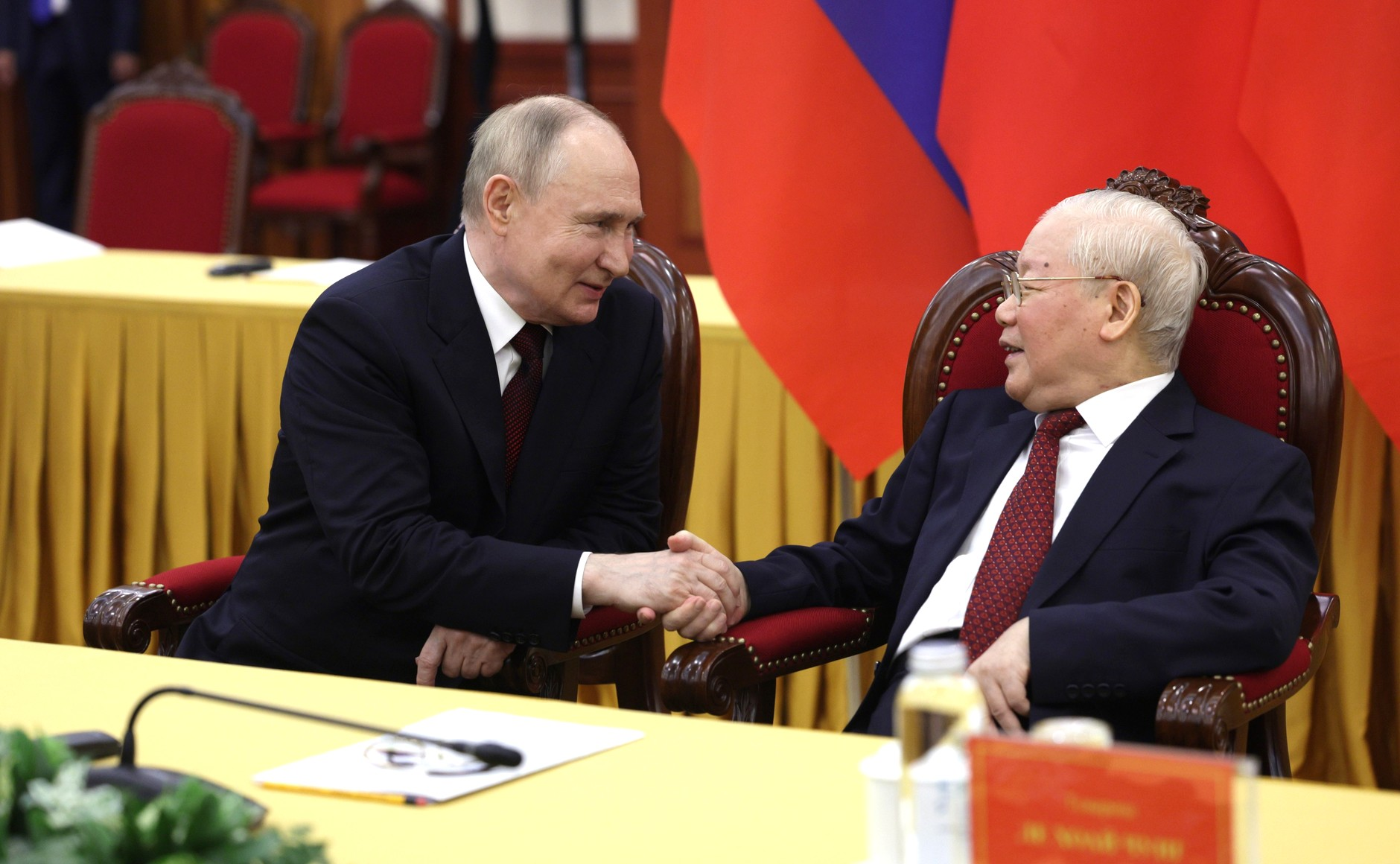
Nguyễn Phú Trọng trong chuyến thăm Việt Nam của Vladimir Vladimirovich Putin, đây là lần cuối cùng ông tiếp lãnh đạo nước ngoài trước khi qua đời.

Các vấn đề về sức khỏe của ông Trọng vẫn được tiếp tục lan truyền cho đến những tháng sau đó. Thậm chí trong lúc nhậm chức Chủ tịch Quốc hội của Trần Thanh Mẫn hay Chủ tịch nước của Tô Lâm cũng đều vắng mặt sự xuất hiện của Tổng Bí thư Đảng Cộng sản Việt Nam. Theo thông lệ của Đảng, vốn khi Chủ tịch nước nhậm chức thì thường có sự xuất hiện của Tổng Bí thư. Trừ việc xuất hiện trong lần gặp gỡ với Tổng thống Nga Vladimir Vladimirovich Putin trong chuyến thăm của ông này đến Việt Nam và trong ngày 15 tháng 1 thì hầu hết các sự kiện quan trọng của Đảng và Nhà nước luôn vắng mặt sự xuất hiện của ông. Theo Nikkei Asia đánh giá trong lần xuất hiện với ông Putin, ông Trọng đã xuất hiện trong cơ thể ốm yếu và có thể do "tác dụng phụ của thuốc". Thậm chí hôm 24 tháng 6, ông có phát hành quyển sách "Xây dựng và phát triển nền văn hóa Việt Nam tiên tiến, đậm đà bản sắc dân tộc" nhưng cũng không có mặt trong buổi lễ phát hành.
Ngày 18 tháng 7 năm 2024, Bộ Chính trị Đảng Cộng sản Việt Nam ra thông báo về sức khỏe của Tổng Bí thư Nguyễn Phú Trọng. Thông báo nêu rõ rằng ông đã vừa điều hành công việc, vừa chăm sóc, điều trị sức khỏe trong một thời gian dài. Đến thời điểm đó, để tập trung ưu tiên chăm sóc sức khỏe cho ông cũng như đảm bảo công tác điều hành Đảng, Bộ Chính trị phân công Chủ tịch nước Tô Lâm chủ trì công việc của Ban Chấp hành Trung ương Đảng, Bộ Chính trị và Ban Bí thư. Trong cùng ngày, theo quyết định của Bộ Chính trị, Chủ tịch nước Tô Lâm trao tặng Huân chương Sao Vàng – huân chương cao quý nhất của Việt Nam – cho Tổng Bí thư Nguyễn Phú Trọng.

## Qua đời
Tổng Bí thư Ban Chấp hành Trung ương Đảng Cộng sản Việt Nam Nguyễn Phú Trọng qua đời vào lúc 13 giờ 38 phút ngày 19 tháng 7 năm 2024 theo giờ Việt Nam tại Bệnh viện Trung ương Quân đội 108. Theo thông cáo chính thức từ Hội đồng chuyên môn bảo vệ sức khỏe cán bộ Trung ương, mặc dù ông đã được Đảng, Nhà nước, tập thể các giáo sư, bác sỹ tận tình cứu chữa, gia đình hết lòng chăm sóc nhưng do tuổi cao và bệnh nặng, ông từ trần, hưởng thọ 80 tuổi. Tuy nhiên, bản chất chi tiết của căn bệnh không được truyền thông Việt Nam nêu rõ.
Tin tức về Tổng Bí thư Ban Chấp hành Trung ương Đảng Cộng sản Việt Nam từ trần đã được các cơ quan báo chí lớn ở Việt Nam đồng loạt đăng thông báo vào chiều ngày 19 tháng 7 năm 2024. Vào lúc 18 giờ, Đài Truyền hình Việt Nam và Đài Tiếng nói Việt Nam đã phát thông tin của Ban Bảo vệ, Chăm sóc sức khỏe cán bộ Trung ương về việc Tổng Bí thư từ trần. Đến 19 giờ cùng ngày, các kênh truyền hình của 62 tỉnh thành ở Việt Nam, ANTV, QPVN, Kênh Truyền hình Quốc hội Việt Nam đều tiếp sóng chương trình Thời sự của Đài Truyền hình Việt Nam, thông báo về việc Tổng Bí thư đã qua đời và phát sóng phim tài liệu Tổng Bí thư Nguyễn Phú Trọng – Nhà lãnh đạo kiên trung, trí tuệ và mẫu mực vào lúc 20 giờ, để tưởng nhớ sự ra đi của ông, với người dẫn chương trình đều mặc trang phục toàn màu đen hoặc màu trơn khi đưa tin. Các kênh VTC1, VOVTV, Truyền hình Nhân Dân, Truyền hình Thống tấn, Đài Phát thanh và Truyền hình thành phố Cần Thơ cũng tiếp sóng phim tài liệu về Tổng Bí thư vào tối cùng ngày. Sau khi thông báo được công bố và phát trên phương tiện truyền thông nhà nước, tất cả các trang phương tiện thông tin truyền thông tại Việt Nam đều chuyển đồ họa sang màu đen trắng, riêng Thông tấn xã Việt Nam đã chuyển logo của Truyền hình Thông tấn sang màu đen trắng từ 18 giờ ngày 19 tháng 7 năm 2024. Trong thời gian để tang, tất cả các chương trình giải trí đều bị đình chỉ. Các kênh truyền hình sau đó đã thay đổi lịch trình chương trình phát sóng để chủ yếu chuyển sang phim truyền hình nhiều tập và phim tài liệu liên quan đến Đảng và Tổng Bí thư. Đài Truyền hình Việt Nam cũng đã thay thế hầu hết các chương trình phim truyền hình nhiều tập và các chương trình giải trí bằng các phim tài liệu có tính lịch sử, các chương trình vì lợi ích công cộng, hòa nhạc thính phòng, giao hưởng thính phòng. Từ khi công bố cho đến quốc tang chính thức, tất cả đều hạn chế các hoạt động giải trí, trong khi tất cả các phương tiện truyền thông xã hội chuyển sang trạng thái "trang chủ đen trắng, tạm dừng giải trí và tạm dừng quảng cáo" để tưởng nhớ đến ông.

## Quốc tang

### Khâu chuẩn bị
Sau khi Nguyễn Phú Trọng qua đời, một ngày sau đó, tang lễ của ông cũng được công bố sẽ được tổ chức theo hình thức Quốc tang kéo dài trong hai ngày lần lượt vào ngày 25 và 26 tháng 7 năm 2024. Đồng thời, các khung giờ về việc tổ chức tang lễ cũng được công bố kèm theo bao gồm việc tổ chức Lễ viếng bắt đầu từ 7 giờ đến 22 giờ ngày 25 và từ 7 giờ đến 13 giờ ngày 26; Lễ truy điệu được tổ chức từ 13 giờ ngày 26 và Lễ an táng vào lúc 15 giờ cùng ngày tại Nghĩa trang Mai Dịch, Hà Nội (quê hương cấp tỉnh của ông Trọng). Đồng thời, Lễ viếng và Lễ truy điệu cũng được tổ chức đồng thời tại Hội trường Thống Nhất ở Thành phố Hồ Chí Minh và tại xã Đông Hội, huyện Đông Anh, thành phố Hà Nội – quê hương của ông Trọng. Ban Lễ tang đồng chí Nguyễn Phú Trọng được công bố bao gồm 35 thành viên do Chủ tịch nước Tô Lâm làm Trưởng Ban Lễ tang.
Vào ngày 24 tháng 7, trước khi diễn ra Quốc tang một ngày, Chủ tịch nước Tô Lâm cùng đoàn kiểm tra với nhiều cán bộ cấp cao đã đến Nghĩa trang Mai Dịch, Hà Nội kiểm tra quy trình tổ chức Lễ viếng, truy điệu và an táng cho Tổng Bí thư Nguyễn Phú Trọng. Đồng thời, ông cũng kêu gọi làm việc "có trách nhiệm, tình cảm với Tổng Bí thư". Cùng ngày, Ủy ban nhân dân thành phố Hà Nội cũng ra thông báo về việc cấm 11 tuyến đường trong hai ngày 25 và 26 nhằm phục vụ cho tang lễ. Tương tự, ở Thành phố Hồ Chí Minh, các khu vực xung quanh khu vực Dinh Độc Lập, nơi diễn ra Lễ viếng cũng có thông báo hạn chế lưu thông. Trong ngày 20 tháng 7, tại xã Đông Hội, huyện Đông Anh, khu vực Nhà văn hóa thôn Lại Đà – nơi diễn ra Lễ tang tại quê nhà của ông Trọng cũng đã được bắt đầu dọn dẹp.
Bộ Công an đã thiết lập tính năng Sổ tang điện tử trên ứng dụng VNeID để người dân gửi lời chia buồn, tưởng nhớ Tổng Bí thư Nguyễn Phú Trọng.

### Ngày 25 tháng 7 năm 2024

Di ảnh Tổng Bí thư Nguyễn Phú Trọng

Bắt đầu từ đêm ngày 24 đến rạng sáng ngày 25 tháng 7, nhiều người dân đã tập trung đông đúc tại khu vực Nhà tang lễ Quốc gia và làng Lại Đà, xã Đông Hội, huyện Đông Anh – quê hương của đồng chí Nguyễn Phú Trọng. Đúng vào lúc 0 giờ ngày 25 tháng 7 năm 2024, các kênh truyền hình Trung ương như VTV, VTC, VOV, Truyền hình Nhân Dân, QPVN, ANTV, các kênh truyền hình địa phương đồng loạt chuyển logo sang màu đen trắng. Đến 5 giờ 50 phút cùng ngày, nghi thức treo cờ rủ đã được thực hiện tại Quảng trường Ba Đình.
Vào lúc 6 giờ 40 phút, đoàn gia quyến Tổng Bí thư Nguyễn Phú Trọng do phu nhân Ngô Thị Mận làm trưởng đoàn là đoàn đầu tiên vào viếng tại Nhà tang lễ Quốc gia. Đến 6 giờ 50 phút, đoàn dòng họ Nguyễn Phú do ông Nguyễn Phú Việt, Trưởng dòng họ Nguyễn Phú làm trưởng đoàn cũng đã vào viếng tại Nhà tang lễ Quốc gia. Đúng 7 giờ cùng ngày, Lễ viếng bắt đầu được diễn ra đồng thời tại Nhà tang lễ Quốc gia ở Hà Nội, Hội trường Thống Nhất ở Thành phố Hồ Chí Minh và quê hương của ông ở xã Đông Hội, huyện Đông Anh, thành phố Hà Nội. Theo quy định được công bố từ Ban lễ tang, các đoàn đến viếng được yêu cầu không mang theo vòng hoa, trái cây, nhang đèn cũng như túi xách vào bên trong khu vực viếng. Đồng thời, cũng quy định về trang phục người dân phải mặc với màu sắc sậm, trang trọng và nghiêm túc; trong khi đó, học sinh, sinh viên, công nhân viên chức được cho phép mặc đồng phục. Mặc dù Lễ viếng được tổ chức kéo dài từ 7 giờ sáng, nhưng đến 17 giờ 30 phút, người dân mới được phép vào viếng thăm để nhường khung giờ cho các phái đoàn từ Trung ương, địa phương và các cơ quan ngoại giao. Để được vào viếng thăm, người dân được yêu cầu mang theo căn cước công dân có gắn chíp hoặc ứng dụng VNeID đã được định danh mức độ 2.
Đúng 7 giờ 15 phút, Đoàn Ban Chấp hành Trung ương Đảng Cộng sản Việt Nam do Chủ tịch nước Tô Lâm dẫn đầu vào viếng. Sau đó là các đoàn Chính phủ, Chủ tịch nước, Quốc hội, Ủy ban Trung ương Mặt trận Tổ quốc Việt Nam; các Ban, Bộ, Ngành Trung ương, Thành phố Hà Nội; các đoàn quốc tế và quần chúng nhân dân.
Sau các Đoàn thể, cơ quan... Ban Tổ chức lễ tang tại Hà Nội thông báo người dân được vào viếng tại Nhà tang lễ Quốc gia từ 18 giờ đến 22 giờ. Tại Thành phố Hồ Chí Minh, theo thông tin báo chí, người dân đến viếng tại Hội trường Thống Nhất từ 13 giờ đến 22 giờ.
Tối muộn cùng ngày, do số lượng người đến viếng quá đông, Ban Tổ chức lễ tang tại Hà Nội tổ chức cho người dân đến viếng đến 24 giờ; Thành phố Hồ Chí Minh quyết định tăng giờ đăng ký viếng đến 23 giờ. Tại quê nhà Thôn Lại Đà, huyện Đông Anh, Hà Nội, Ban tổ chức lễ tang đã quyết định tổ chức xuyên đêm để người dân vào viếng.
Tính đến 19 giờ 30 phút ngày 25 tháng 7, tại cả 3 địa điểm, Ban Tổ chức lễ tang đưa tin đã có 1.565 đoàn với khoảng 55.600 lượt người là lãnh đạo Đảng, Nhà nước, các ban, bộ, ngành, đoàn thể, địa phương, đơn vị, các lực lượng vũ trang nhân dân, các đoàn ngoại giao, đại diện các nước và tổ chức quốc tế, người dân... đã đến viếng, gửi vòng hoa, chia buồn. Riêng tại Hội trường Thống Nhất, Thành phố Hồ Chí Minh, truyền thông đưa tin, đến 22 giờ, đã có 691 đoàn (40 đoàn Trung ương, 19 đoàn nước ngoài, 632 đoàn trong nước) với 38.127 lượt người, trong đó nhân dân là 19.650 người đã vào viếng.

### Ngày 26 tháng 7 năm 2024

#### Lễ viếng
Từ sáng sớm ngày 26 tháng 7, đã có rất đông người tập trung tại 3 địa điểm để chờ vào viếng. Lễ viếng kéo dài đến 13 giờ cùng ngày. Viện Kinh tế – Văn hóa và Nghệ thuật đã hoàn thành một tác phẩm nghệ thuật đặc biệt tại lễ viếng. Tác phẩm này là một bức chân dung Tổng Bí thư Nguyễn Phú Trọng được ghép từ hàng nghìn bức ảnh nhỏ.

#### Lễ truy điệu
Đúng 13 giờ, lễ truy điệu bắt đầu. Thường trực Ban Bí thư Lương Cường tuyên bố Lễ truy điệu. Sau khi cử Quốc ca, Ủy viên Bộ Chính trị, Chủ tịch nước Tô Lâm đã đọc lời điếu. Sau phút mặc niệm, ông Nguyễn Trọng Trường, con trai Tổng Bí thư Nguyễn Phú Trọng đã thay mặt gia đình phát biểu cảm ơn.

#### Đưa tang

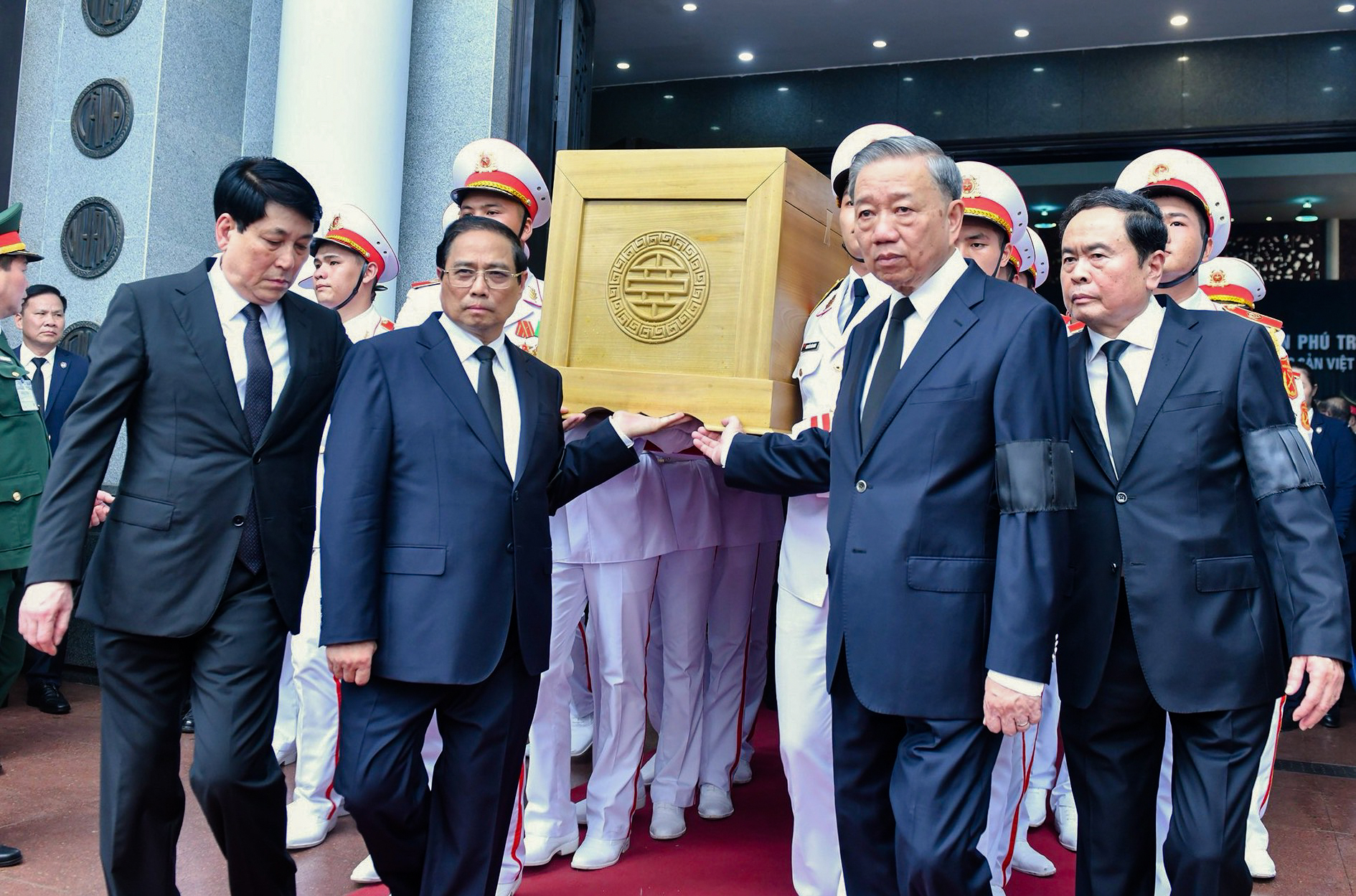
Lễ di quan Nguyễn Phú Trọng

Sau Lễ truy điệu, Ban Tổ chức lễ tang đã đưa linh cữu Tổng Bí thư Nguyễn Phú Trọng khỏi phòng tang, theo thứ tự: di ảnh – gối huân chương – Quốc kỳ – bát hương – linh cữu. Cùng khiêng phía đầu linh cữu có Chủ tịch nước Tô Lâm, Thủ tướng Phạm Minh Chính, Thường trực Ban Bí thư Lương Cường. Sau đó, đội công tác đưa linh cữu lên xe tang, có gắn một khẩu lựu pháo 112mm phía cuối xe.
Đoàn xe chở linh cữu Tổng Bí thư Nguyễn Phú Trọng rời Nhà tang lễ Quốc gia, dự kiến đi qua một số tuyến đường của Thành phố Hà Nội (Trần Thánh Tông – Lê Thánh Tông – Quảng trường Cách mạng Tháng 8 – Tràng Tiền – Hàng Khay – Tràng Thi – Điện Biên Phủ – Trần Phú – Kim Mã – Đào Tấn – Liễu Giai – Nguyễn Chí Thanh – Trần Duy Hưng – đường gom Đại lộ Thăng Long – Lê Quang Đạo – Lê Đức Thọ – Hồ Tùng Mậu) để đến Nghĩa trang Mai Dịch. Dọc tuyến đường đưa tang, Thành phố Hà Nội đã cấm triệt để hoặc một phần các phương tiện giao thông để phục vụ đoàn xe tang. Dọc tuyến đường, hàng nghìn người dân đã đổ ra đường để chờ đoàn xe chở linh cữu đi qua. Nhiều người dân đứng dọc bên đường cầm di ảnh người quá cố, cờ rủ, vẫy tay tiễn biệt Tổng Bí thư khi linh xa đi qua. Một số còn cùng nhau hát quốc ca và hô to "Bác Trọng muôn năm".

#### Lễ an táng

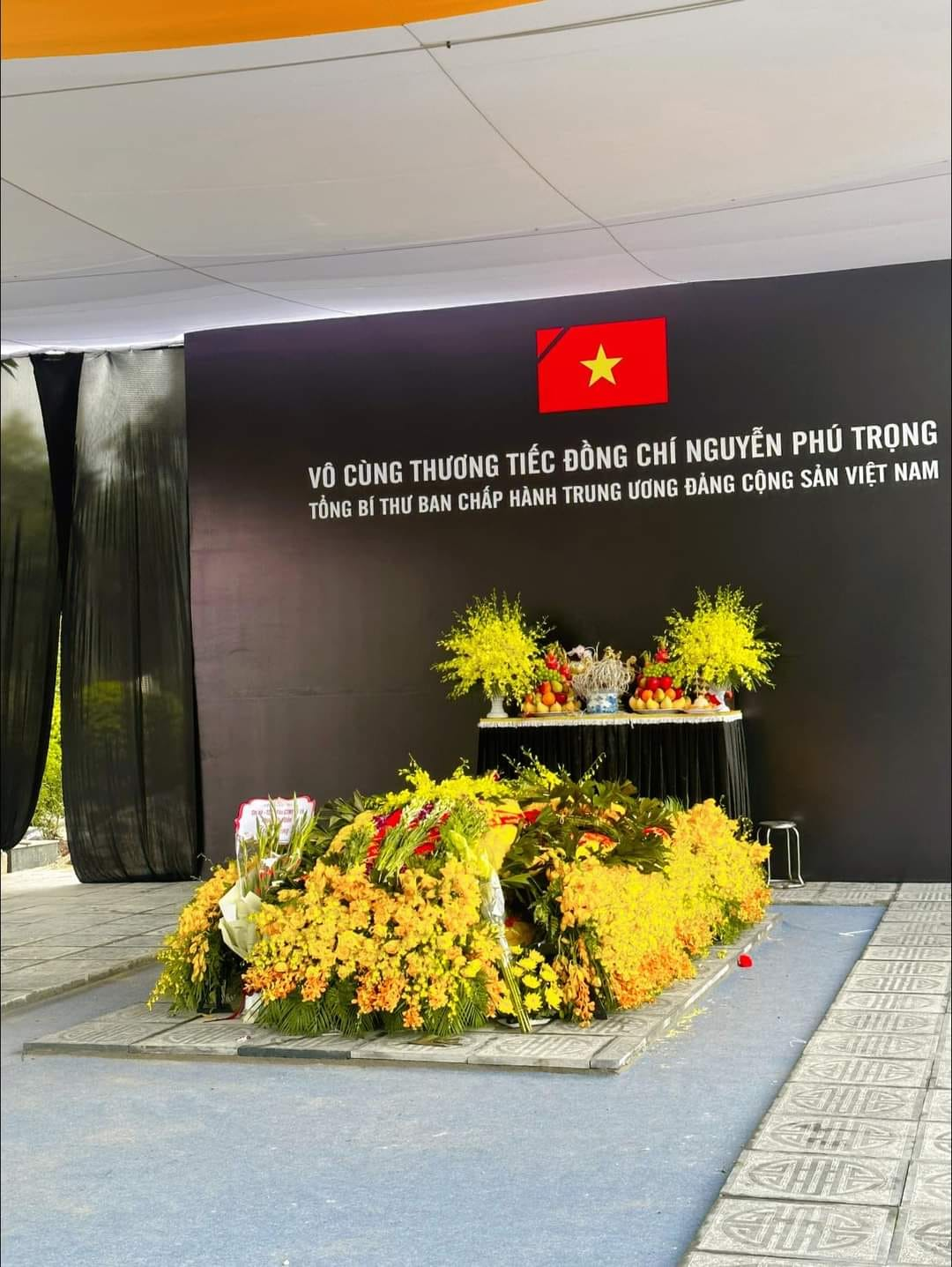
Phần mộ Tổng Bí thư Nguyễn Phú Trọng sau Quốc tang

Đúng 14 giờ 50, đoàn xe chở linh cữu Tổng Bí thư Nguyễn Phú Trọng đã đến Nghĩa trang Mai Dịch. Vào 14 giờ 58 phút, Đại tá Nguyễn Thiện Học – Đoàn trưởng Đoàn Nghi lễ Quân đội tuyên bố Lễ an táng bắt đầu. Đội nghi lễ chuyển linh cữu vào vị trí an táng. Đúng 15 giờ, trong tiếng nhạc "Hành khúc tang lễ", linh cữu của Tổng Bí thư Nguyễn Phú Trọng được đưa xuống phần mộ. Sau đó, các lãnh đạo Đảng, Nhà nước; gia đình đã thực hiện nghi thức thả hoa và nắm đất đầu tiên xuống phần mộ. Kết thúc lễ an táng, Thường trực Ban Bí thư Lương Cường thay mặt Ban Lễ tang và gia đình phát biểu cảm ơn.
Tại Nghĩa trang Mai Dịch, phần mộ của Tổng Bí thư Nguyễn Phú Trọng nằm ở phía phải của Đài Tổ quốc ghi công; phía sau phần mộ cố Tổng Bí thư Lê Duẩn, phần mộ cố Tổng Bí thư Lê Khả Phiêu; nằm gần phần mộ của cố Giáo sư, Tiến sĩ Nguyễn Đình Tứ.

### Danh sách các đoàn viếng

#### Trong nước
Truyền thông đưa thông báo của Ban Tổ chức Lễ tang, cho hay, trong 2 ngày Quốc tang, đã có 5.600 đoàn (với hơn 252.000 lượt người), là đại biểu lãnh đạo Đảng, Nhà nước, các ban, bộ, ngành, đoàn thể, địa phương, đơn vị, các lực lượng vũ trang nhân dân, các Đoàn ngoại giao, đại diện các tổ chức và bạn bè quốc tế, người dân đã đến viếng, gửi vòng hoa, chia buồn cùng gia đình Tổng Bí thư Nguyễn Phú Trọng, tại Nhà tang lễ Quốc gia (số 5 Trần Thánh Tông, Hà Nội), Hội trường Thống Nhất (Thành phố Hồ Chí Minh) và quê nhà thôn Lại Đà, xã Đông Hội, huyện Đông Anh, thành phố Hà Nội:
- Tại Nhà tang lễ Quốc gia (số 5 Trần Thánh Tông, Hà Nội): 434 đoàn, với 136.886 lượt người;
- Tại huyện Đông Anh, Thành phố Hà Nội: 1.588 đoàn, với 56.600 lượt người;
- Tại Hội trường Thống Nhất, Thành phố Hồ Chí Minh: 3.585 đoàn, với 58.532 lượt người.

Trên ứng dụng định danh điện tử quốc gia của Việt Nam (VNeID), có hơn 483.000 lượt người truy cập viết lời chia buồn.

#### Quốc tế

Bản đồ các quốc gia cử đoàn ngoại giao đến Việt Nam tham dự lễ viếng Tổng bí thư Nguyễn Phú Trọng.

Có trên 100 đoàn khách quốc tế đến viếng Tổng Bí thư Nguyễn Phú Trọng tại Nhà tang lễ Quốc gia (số 5 Trần Thánh Tông, Hà Nội) và Hội trường Thống Nhất (Thành phố Hồ Chí Minh).
| Ngày       | Quốc gia / Tổ chức quốc tế | Trưởng đoàn | Ghi chú |
| ---------- | -------------------------- | --- | ------- |
| 25 tháng 7 | Cuba                       | Chủ tịch Quốc hội Chính quyền Nhân dân Esteban Lazo Hernández                                                                                | [ 64 ]  |
| 25 tháng 7 | Hàn Quốc                   | Thủ tướng Han Duck-soo (đặc phái viên của Tổng thống Yoon Suk-yeol)                                                                          | [ 65 ]  |
| 25 tháng 7 | Úc                         | Chủ tịch Thượng viện Sue Lines | [ 65 ]  |
| 25 tháng 7 | Indonesia                  | Bộ trưởng Bộ Nông nghiệp Amran Sulaiman | [ 65 ]  |
| 25 tháng 7 | Algérie                    | Bộ trưởng Bộ Cựu Chiến binh và người có công Laid Rebiga                                                                                     | [ 66 ]  |
| 25 tháng 7 | Vanuatu                    | Bộ trưởng, Tổng chưởng lý Arnold Kiel Loughman                                                                                               | [ 65 ]  |
| 25 tháng 7 | Ấn Độ                      | Cố vấn An ninh Quốc gia Ấn Độ Ajit Doval | [ 67 ]  |
| 25 tháng 7 | Thụy Sĩ                    | Quốc vụ khanh Ngoại giao Alexandre Fasel |         |
| 25 tháng 7 | Campuchia                  | Chủ tịch Đảng Nhân dân Campuchia, Chủ tịch Thượng viện Campuchia Hun Sen                                                                     | [ 68 ]  |
| 25 tháng 7 | Liên minh Châu Âu          | Đại diện cấp cao phụ trách chính sách an ninh và đối ngoại của EU, Phó chủ tịch Ủy ban châu Âu Josep Borrell                                 |         |
| 25 tháng 7 | New Zealand                | Cựu Tổng thư ký Khối Thịnh vượng chung, cựu Phó Thủ tướng Donald C. McKinnon                                                                 |         |
| 25 tháng 7 | Nhật Bản                   | Cựu Thủ tướng Suga Yoshihide (đặc phái viên của Thủ tướng Kishida Fumio) Chủ tịch Ban Chấp hành Trung ương Đảng Cộng sản Nhật Bản Shii Kazuo |         |
| 25 tháng 7 | Trung Quốc                 | Chủ tịch Ủy ban Toàn quốc Hội nghị Hiệp thương Chính trị Nhân dân Vương Hỗ Ninh (đặc phái viên của Tổng Bí thư, Chủ tịch Tập Cận Bình)       |         |
| 25 tháng 7 | CHDCND Triều Tiên          | Tổng Bí thư Đảng Lao động Triều Tiên, nhà lãnh đạo Triều Tiên Kim Jong Un gửi vòng hoa viếng                                                 |         |
| 25 tháng 7 | Myanmar                    | Phó Thủ tướng, Bộ trưởng Quốc phòng, Đô đốc Tin Aung San                                                                                     |         |
| 25 tháng 7 | Lào                        | Tổng Bí thư, Chủ tịch nước Thongloun Sisoulith Phó Thủ tướng kiêm Bộ trưởng Quốc phòng, Đại tướng Chansamone Chanyalath                      |         |
| 25 tháng 7 | Nga                        | Phó Chủ tịch Duma Quốc gia Pyotr Olegovich Tolstoy Phó Chủ tịch Đảng Cộng sản Liên bang Nga Leonid Kalashnikov                               |         |
| 25 tháng 7 | Singapore                  | Phó Thủ tướng kiêm Bộ trưởng Thương mại và Công nghiệp Gan Kim Yong                                                                          |         |
| 25 tháng 7 | Guiné-Bissau               | Quốc vụ khanh Bộ Ngoại giao Guinea-Bissau Nancy Raisa Cardoso                                                                                |         |
| 25 tháng 7 | Cộng hòa Dominica          | Nghị sĩ Quốc hội, Bí thư Trung ương, Trưởng Ban quốc tế Đảng phong trào cánh tả thống nhất Martha Pevez                                      |         |
| 26 tháng 7 | Belarus                    | Phó Chủ tịch Thượng viện Belarus Siarhei Khamenka                                                                                            |         |
| 26 tháng 7 | Anh                        | Đảng Cộng sản Anh |         |
| 26 tháng 7 | Philippines                | Bộ trưởng Nông nghiệp Francisco Tiu Laurel Jr. (đặc phái viên của Tổng thống Philippines Bongbong Marcos)                                    |         |
| 26 tháng 7 | Malaysia                   | Phó Thủ tướng Fadillah Yusof |         |
| 26 tháng 7 | Thái Lan                   | Bộ trưởng Văn phòng Thủ tướng Jakkapong Sangmanee (đặc phái viên của Thủ tướng Thái Lan Srettha Thavisin)                                    |         |

Ngày 22 tháng 7, Bộ Ngoại giao Hoa Kỳ thông báo Ngoại trưởng Antony Blinken sẽ đến Việt Nam viếng Tổng Bí thư Nguyễn Phú Trọng như một phần trong chuyến công du các nước khu vực Ấn Độ Dương-Thái Bình Dương từ ngày 24 tháng 7 đến ngày 3 tháng 8. Tuy nhiên, theo Thông tấn xã Việt Nam, ngày 24 tháng 7, Bộ Ngoại giao Hoa Kỳ cho biết ông Blinken sẽ dời lịch trình chuyến thăm lên ngày 25 tháng 7. Do đó, ông không thể tham dự lễ tang Nguyễn Phú Trọng, nhưng vẫn sẽ đến viếng và chia buồn.

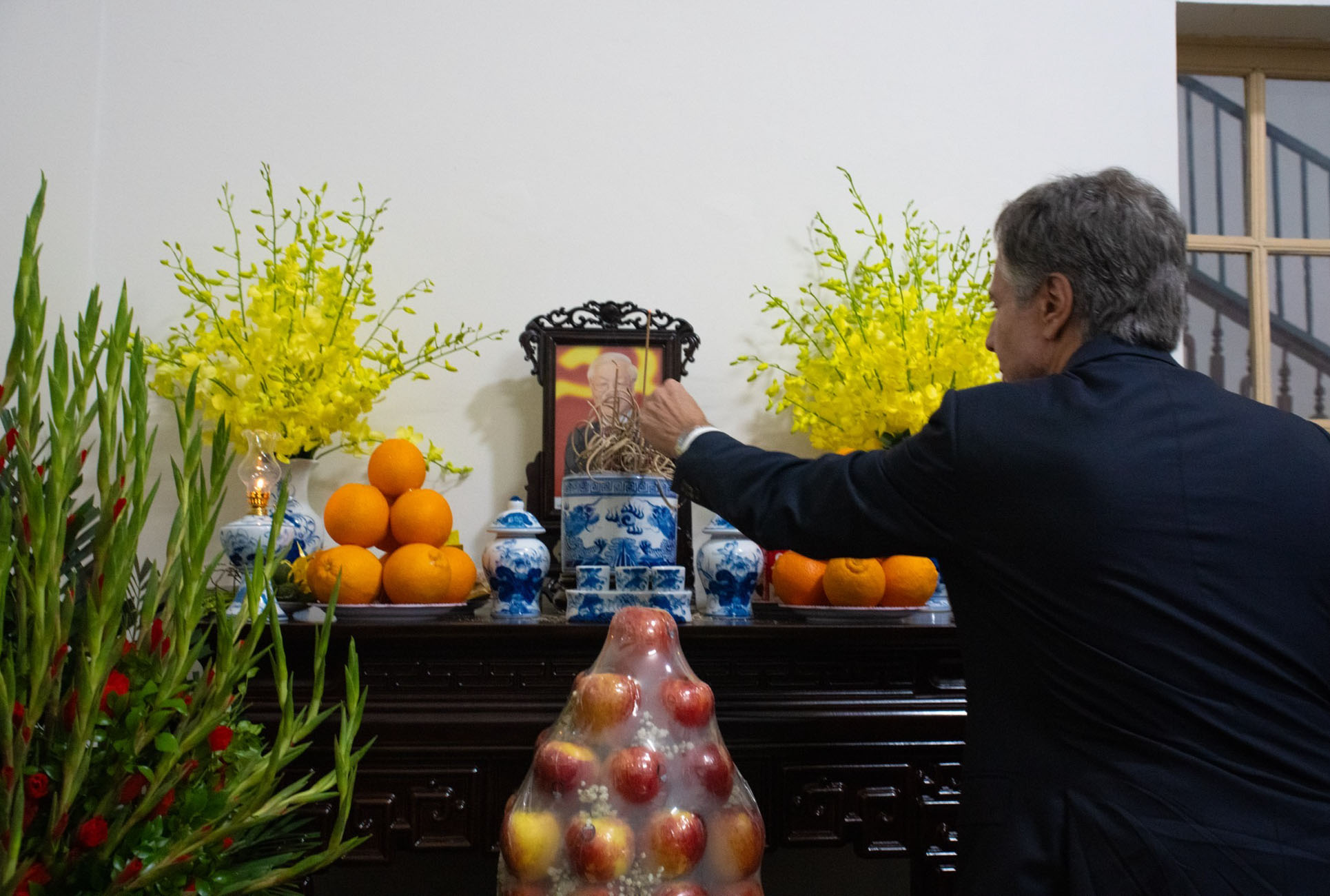
Ngoại trưởng Hoa Kỳ Antony Blinken đến tư gia viếng Tổng Bí thư Nguyễn Phú Trọng.

Trong một diễn biến khác, ngày 26 tháng 7 năm 2024, trang web của Nhà Trắng thông cáo Tổng thống Joe Biden đã cử một phái đoàn đại diện tổng thống sang Việt Nam để viếng và chia buồn, gồm Ngoại trưởng Antony Blinken (Trưởng phái đoàn), Đại sứ Hoa Kỳ tại Việt Nam Marc E. Knapper và Trợ lý Ngoại trưởng Hoa Kỳ về các vấn đề Đông Á – Thái Bình Dương Daniel J. Kritenbrink. Tối ngày 27 tháng 7,  Ngoại trưởng Hoa Kỳ Antony Blinken cùng phái đoàn Hoa Kỳ đã đến thắp hương viếng và chia buồn tại căn nhà của Nguyễn Phú Trọng.

## Ảnh hưởng

### Văn hóa đại chúng
Trong tối ngày 19 tháng 7, sau thông tin về sự qua đời của Nguyễn Phú Trọng, một số người dân đã thay đổi ảnh đại diện, ảnh bìa và cập nhật nhiều dòng trạng thái liên quan đến ông lên mạng xã hội Facebook. Cho đến ngày 20 tháng 7, một bộ phim tài liệu về cuộc đời của Nguyễn Phú Trọng mang tên Tổng Bí thư Nguyễn Phú Trọng – Nhà lãnh đạo kiên trung, trí tuệ và mẫu mực do Điện ảnh Quân đội Nhân dân sản xuất và do Quân ủy Trung ương, Ban Tuyên giáo Trung ương chỉ đạo nội dung; Tổng cục Chính trị Quân đội nhân dân Việt Nam chỉ đạo sản xuất. Bộ phim được trình chiếu nhằm tôn vinh sự nghiệp của Tổng bí thư Nguyễn Phú Trọng đối với Đảng, Nhà nước và dân tộc Việt Nam. Trong phim ông cũng được mô tả từ quá trình trưởng thành trong tư tưởng đến khi trở thành Chủ tịch Quốc hội, Tổng Bí thư như một người cộng sản với "tấm gương sáng" cho cách mạng. Bộ phim sau đó cũng đã được trình chiếu trên các màn hình cỡ lớn tại một số sân bay ở Việt Nam. Tổng công ty Cảng hàng không Việt Nam cũng đưa ra thông báo trong hai ngày diễn ra Quốc tang, các hoạt động liên quan đến quảng cáo vui chơi tại các địa điểm sân bay cũng sẽ bị tạm dừng và được trình chiếu thay thế bằng hình ảnh, tư liệu, bài viết về Nguyễn Phú Trọng. Cho đến ngày 25 tháng 7, nhiều trang web của các cơ quan nhà nước đều chuyển đổi sang màu trắng đen.
Không chỉ ở các trụ sở cơ quan nhà nước, tại Thành phố Hồ Chí Minh, nhiều màn hình led của các tòa nhà hay tại các nút giao thông công cộng cũng trình chiếu hình ảnh, phim tài liệu về Nguyễn Phú Trọng. Trước đó vào tối ngày 19 tháng 7, tại chùa Vĩnh Nghiêm ở Thành phố Hồ Chí Minh, các chức sắc tôn giáo trong chùa đã bắt đầu thực hiện đặt di ảnh của ông Trọng lên khu vực nhà tổ và di dời lên chánh điện của Chùa từ ngày 23 tháng 7 để cho nhiều người đến thăm viếng. Tương tự, tại chùa Thiên Châu, tỉnh Long An cũng như nhiều chùa trên toàn quốc đã tổ chức cho mọi người viếng thăm cũng như tổ chức cầu siêu cho Nguyễn Phú Trọng từ lúc ông từ trần cho đến khi Quốc tang kết thúc. Các chùa đồng loạt thỉnh chuông, trống Bát Nhã và làm lễ tưởng niệm Tổng Bí thư Nguyễn Phú Trọng vào hai thời điểm: 7h ngày 25/07 – thời điểm bắt đầu lễ viếng – và 13h ngày 26/07 – thời điểm diễn ra lễ truy điệu.

## Đánh giá

### Truyền thông

#### Quốc tế
Dẫn lời trên BBC News, Tiến sĩ và là nhà bất đồng chính kiến Nguyễn Quang A đã cho rằng, ông là một "người cộng sản kiên định cuối cùng của Đảng Cộng sản Việt Nam". Tuy nhiên, ông cũng phủ nhận thành quả trong chiến dịch đốt lò mà ông Trọng để lại, đồng thời xem nó như một sự "thất bại" gây ảnh hưởng đến nền kinh tế Việt Nam vì tâm lý lo sợ, không dám làm. Trong khi đó, nhà nghiên cứu chính trị, Giáo sư tại National War College Zachary Abuza dẫn lời trên South China Morning Post cho rằng, Việt Nam sẽ có khá ít chính sách được hoạch định sau sự ra đi của Nguyễn Phú Trọng, tuy nhiên, đây có thể là điều có lợi cho nền kinh tế Việt Nam. Tương tự, một số doanh nhân và nhà phân tích đã dẫn lời trên Reuters cho rằng nền kinh tế Việt Nam sẽ tăng trưởng "ít nhất là trong ngắn hạn" khi với vai trò lãnh đạo của Tô Lâm sẽ có thể "giảm bớt tình trạng bất ổn chính trị và đấu đá phe phái". Hãng thông tấn Associated Press cho biết, việc Nguyễn Phú Trọng qua đời đã để lại khoảng trống chính trị lớn cho Việt Nam.
Mặt khác, Nguyễn Khắc Giang thuộc Viện Nghiên cứu Đông Nam Á cho biết, đây là sẽ là một thời khắc có sự chuyển biến và thay đổi của Việt Nam. Đồng thời, chính sách "ngoại giao cây tre" của Việt Nam từ thời Nguyễn Phú Trọng được cho là vẫn sẽ kế thừa cho đến sau này. Giáo sư Alexander Vuving cho rằng, việc ông Trọng qua đời đã khiến cho cuộc tranh giành quyền lực căng thẳng hơn và chiến dịch đốt lò sẽ được xem là công cụ tranh giành "mạnh mẽ" trong giai đoạn này. Tuy nhiên, ông lại cho rằng quan hệ ngoại giao Việt Nam có thể thay đổi khi quyết đoán hơn đối với Bắc Kinh, quan hệ tệ hơn với Campuchia hoặc sự thay đổi trong chính sách đối với Hoa Kỳ. Đăng tải trên The Guardian, nhiều nhà phân tích cho biết, dựa trên quyền lực mà ông Trọng đã để lại, người kế nhiệm ông cũng sẽ khó có thể thay đổi các chính sách liên quan đến kinh tế, đối ngoại cũng như là thái độ đối với những người bất đồng chính kiến. Vấn đề đàn áp nhân quyền cũng được cho sẽ gia tăng khi Tô Lâm mong muốn tập trung quyền lực theo xu hướng cai trị chuyên quyền hơn theo mô hình giống Trung Quốc thay vì được quyết định bởi tập thể. Giáo sư Carl Thayer dẫn lời trên The New York Times cho rằng sau cái chết của Nguyễn Phú Trọng, quyền lực càng ngày càng nhiều đối với Tô Lâm nhưng đồng thời cũng nhiều người không muốn ông nắm giữ nhiều quyền lực trong tay hơn.
Nhìn về quá trình lãnh đạo Việt Nam của Nguyễn Phú Trọng, tờ báo Financial Times, cho rằng ông đã củng cố quyền lực và làm suy yếu nhiều chức vụ khác trong tứ trụ. Đồng thời, ông cũng được đánh giá là nhà lãnh đạo có ảnh hưởng nhất đối với Việt Nam kể từ Hồ Chí Minh. Trong giai đoạn giữ chức Tổng Bí thư từ năm 2011, Việt Nam đã thu hút hàng tỷ đô la Mỹ đầu tư từ nước ngoài và là một trong các mắt xích quan trọng trong chuỗi cung ứng của Apple và Samsung. Đồng thời, cũng ca ngợi thành tựu ngoại giao của ông giữa Hoa Kỳ, Trung Quốc và Nga cũng như chiến dịch chống tham nhũng do ông đứng đầu. Theo Giám đốc khu vực Đông Nam Á của Eurasia Group Peter Mumford cho rằng, các chiến dịch chống tham nhũng có thể sẽ giảm bớt sau sự ra đi của ông.

## Phản ứng quốc tế
- Liên Hợp Quốc: Tổng Thư ký Liên Hợp Quốc António Guterres và Chủ tịch Đại Hội đồng Liên Hợp Quốc Dennis Francis đã gửi lời chia buồn sâu sắc tới Nhà nước, Nhân dân Việt Nam và gia quyến cố Tổng Bí thư Nguyễn Phú Trọng.[87]
- ASEAN: Tổng Thư ký ASEAN Kao Kim Hourn đã gửi thư chia buồn đến Thủ tướng Chính phủ Phạm Minh Chính.[88] Ngày 24 tháng 7 năm 2024, lãnh đạo cấp cao ASEAN đã ra Tuyên bố chung về việc Tổng Bí thư Nguyễn Phú Trọng từ trần[89].
- Cuba: Đại tướng Raúl Castro Ruz và Bí thư thứ nhất Ban Chấp hành Trung ương Đảng Cộng sản Cuba, Chủ tịch Cuba Miguel Díaz Canel-Bermúdez đã gửi thư chia buồn. Cuba sẽ quốc tang chính thức tưởng niệm Tổng Bí thư Nguyễn Phú Trọng từ 6 giờ ngày 20 tháng 7 (giờ địa phương) tới 24 giờ ngày 21 tháng 7, trong khi nghi thức quốc tang sẽ diễn ra trong cả ngày 22 tháng 7.[90]
- Thái Lan: Thủ tướng Thái Lan Srettha Thavisin đã chia sẻ trạng thái trên tài khoản mạng xã hội X, trong đó bày tỏ lời chia buồn sâu sắc về sự ra đi của cố Tổng Bí thư Nguyễn Phú Trọng.[91] Quốc vương Thái Lan Maha Vajiralongkorn cũng đã gửi điện chia buồn, Bộ trưởng Ngoại giao Thái Lan Maris Sangiampongsa đã gửi thông điệp chia buồn tới Bộ trưởng Ngoại giao Bùi Thanh Sơn.[92] Thủ tướng Thái Lan đã đến viếng, chia buồn tại Đại sứ quán Việt Nam.[93] Thái Lan thông báo sẽ treo cờ rủ trong hai ngày 01 – 02/08 để tưởng nhớ Tổng Bí thư Nguyễn Phú Trọng.[94]
- Ấn Độ: Tổng thống Ấn Độ Droupadi Murmu và Thủ tướng Ấn Độ Narendra Modi đã gửi điện chia buồn.[95] Trước phiên họp ngày 22 tháng 7, Hạ viện Ấn Độ dành một phút mặc niệm Tổng bí thư Nguyễn Phú Trọng.[96] Chủ tịch Đảng Quốc đại Ấn Độ Mallikarjun Kharge đã gửi thông điệp chia buồn.[92] Tổng Bí thư Đảng Cộng sản Ấn Độ Doraisamy Raja đã gửi thư chia buồn đến Ban Chấp hành Trung ương Đảng Cộng sản Việt Nam. Ban Chấp hành Trung ương Đảng Cộng sản Ấn Độ Marxist (CPI-M); Tổng Bí thư Đảng Khối Ấn Độ tiến lên D. Devarajan đã gửi thư chia buồn đến Ban Chấp hành Trung ương Đảng Cộng sản Việt Nam.[92] Chủ tịch Liên đoàn các nhà lãnh đạo trẻ Ấn Độ đã gửi thư chia buồn đến Trung ương Đoàn Thanh niên Cộng sản Hồ Chí Minh.[97]
- Nga: Tổng thống Liên bang Nga Vladimir Putin đã gửi lời chia buồn tới Chủ tịch nước Việt Nam Tô Lâm.[98] Ngoài ra còn có điện chia buồn từ Chủ tịch Hội đồng Liên bang Nga Valentina Matvienko, thư chia buồn của Chủ tịch Duma Quốc gia Liên bang Nga Vyacheslav Volodin.[99] Chủ tịch Đảng nước Nga Thống nhất Dmitry Medvedev đã gửi thư chia buồn đến Chủ tịch nước Tô Lâm. Chủ tịch Đảng Cộng sản Liên bang Nga Genadi Ziuganov đã gửi thư chia buồn đến Ban Chấp hành Trung ương Đảng Cộng sản Việt Nam và Chủ tịch nước Tô Lâm.[92] Chủ tịch Đảng chính trị xã hội chủ nghĩa "Nước Nga Công bằng – Những người yêu nước – Vì sự thật" Sergey Mironov đã gửi thư chia buồn đến Thường trực Ban Bí thư Lương Cường.[92] Đội cận vệ trẻ nước Nga thống nhất gửi thư chia buồn đến Trung ương Đoàn Thanh niên Cộng sản Hồ Chí Minh.
- Hoa Kỳ: Tổng thống Hoa Kỳ Joe Biden đã gửi lời chia buồn đến nhân dân và gia đình cố Tổng Bí thư Nguyễn Phú Trọng.[100]
- Trung Quốc: Ban Chấp hành Trung ương Đảng Cộng sản Trung Quốc và nhân dân Trung Quốc đã gửi các điện/thư chia buồn. Tổng Bí thư, Chủ tịch Trung Quốc Tập Cận Bình đến Đại sứ quán Việt Nam tại Trung Quốc để viếng cố Tổng Bí thư Nguyễn Phú Trọng.[101] Thủ tướng Lý Cường cùng các Uỷ viên Thường vụ Bộ Chính trị, Quốc vụ viện, Ủy ban thường vụ Đại hội Đại biểu nhân dân toàn quốc, Ủy ban toàn quốc Hội nghị Hiệp thương chính trị nhân dân Trung Quốc, Quân ủy Trung ương Đảng Cộng sản Trung Quốc, một số cơ quan, đoàn thể Trung ương và thành phố Bắc Kinh cũng gửi vòng hoa đến tưởng niệm Tổng Bí thư Nguyễn Phú Trọng.[102]
- Lào: Tại Văn phòng Thủ tướng Lào, thay mặt Chính phủ Lào, Bộ trưởng, Chủ nhiệm Văn phòng Thủ tướng Lào Bouakhong Nammavong đã tổ chức họp báo, thông báo Lào sẽ để tang cấp quốc gia tưởng niệm Tổng Bí thư Đảng Cộng sản Việt Nam Nguyễn Phú Trọng trong 2 ngày 25-26 tháng 7.[103][104] Phu nhân Tổng Bí thư, Chủ tịch nước Lào Naly Sisoulith gửi thư chia buồn đến phu nhân Tổng Bí thư Ngô Thị Mận.[105] Chủ tịch Ủy ban Trung ương Mặt trận Lào xây dựng đất nước Sinlavong Khoutphaythoune đã gửi thư chia buồn đến nhân dân Việt Nam, Chủ tịch Liên hiệp Công đoàn Lào gửi thư chia buồn tới Tổng Liên đoàn Lao động Việt Nam.[106]
- Hàn Quốc:Tổng thống Hàn Quốc Yoon Suk Yeol  đã gửi điện chia buồn tới nhân dân Việt Nam.[100] Quyền Chủ tịch Đảng Sức mạnh Quốc dân Hàn Quốc Hwang Woo Yea gửi điện chia buồn đến Chủ tịch nước Tô Lâm. Quyền Chủ tịch kiêm Đại diện Đảng Dân chủ đồng hành Hàn Quốc tại Quốc hội Park Chan Dae đã gửi thư chia buồn đến Ban Chấp hành Trung ương Đảng Cộng sản Việt Nam.[107]
- Nhật Bản: Thủ tướng Nhật Bản Kishida Fumio đã gửi điện chia buồn.[100] Chủ tịch hội đồng Ban Chấp hành Trung ương Đảng Cộng sản Nhật Bản Shii Kazuo đã có bài viết để gửi lời chia buồn sâu sắc đến Đảng Cộng sản Việt Nam, nhân dân Việt Nam và gia quyến Tổng Bí thư Nguyễn Phú Trọng.[108] Chủ tịch Đảng Công minh Nhật Bản Yamaguchi Natsuo đã gửi thư chia buồn đến Chủ tịch nước Tô Lâm.[109] Bộ trưởng Ngoại giao Nhật Bản Kamikawa Yoko đã gửi thông điệp chia buồn tới Bộ trưởng Ngoại giao Bùi Thanh Sơn.
- Úc: Các lãnh đạo Australia gồm Toàn quyền Úc Sam Mostyn, Chủ tịch Thượng viện Úc Sue Lines và Chủ tịch Hạ viện Úc Milton Dick đã gửi thư chia buồn.[110]
- CHDCND Triều Tiên: Nhà lãnh đạo Triều Tiên Kim Jong Un đã gửi thư chia buồn và gửi vòng hoa kính viếng.[100]
- Campuchia: Quốc vương Campuchia Norodom Sihamoni, Chủ tịch Thượng viện Campuchia, Chủ tịch Đảng Nhân dân Campuchia Hun Sen, Thủ tướng Campuchia Hun Manet, Chủ tịch Quốc hội Campuchia Khuon Sodary đã gửi điện chia buồn.[111] Phó Chủ tịch kiêm Trưởng ban Thường trực Đoàn Thanh niên Trung ương Đảng Nhân dân Campuchia Chrun Theravat đã gửi thư chia buồn đến Trung ương Đoàn Thanh niên Cộng sản Hồ Chí Minh.[97]  Chủ tịch Hội đồng Mặt trận Quốc gia vì Đoàn kết và Phát triển Tổ quốc Campuchia Men San An, Phó Thủ tướng, Chủ tịch Hội Liên hiệp Thanh niên Campuchia Hun Many  đã gửi thư chia buồn đến nhân dân Việt Nam.[106]
- Brunei: Quốc vương Brunei Darussalam Hassanal Bolkiah đã gửi điện chia buồn.[92] Công chúa Hajah Masna, em gái Quốc vương Brunei Haji Hassanal Bolkiah thay mặt Hoàng gia và Chính phủ Brunei tham dự lễ viếng Tổng Bí thư Nguyễn Phú Trọng tại Đại sứ quán Việt Nam.[93]
- Singapore: Tổng thống Singapore Tharman Shanmugaratnam và Thủ tướng Singapore Hoàng Tuần Tài đã gửi điện chia buồn.[92] Nguyên Thủ tướng Singopre Lý Hiển Long đến viếng Tổng Bí thư Nguyễn Phú Trọng tại Đại sứ quán Việt Nam ở Singapore.[93]
- Mông Cổ: Thủ tướng, Chủ tịch Đảng Nhân dân Mông Cổ cầm quyền Luvsannamsrain Oyun-Erdene đã gửi thư chia buồn.[92]
- Vương quốc Anh: Quốc vương Anh Charles III đã gửi thư chia buồn.[92] Bộ trưởng Ngoại giao và Phát triển Liên hiệp Vương quốc Anh và Bắc Ireland David Lammy đã gửi thư chia buồn tới Bộ trưởng Ngoại giao Bùi Thanh Sơn.[109]
- Venezuela: Chủ tịch Đảng Xã hội chủ nghĩa thống nhất Venezuela, Tổng thống Venezuela Nicolas Maduro đã gửi điện chia buồn. Phó chủ tịch Đảng Xã hội chủ nghĩa thống nhất Venezuela, Diosdado Cabello đã gửi điện chia buồn tới Ban Chấp hành Trung ương Đảng Cộng sản Việt Nam và nhân dân Việt Nam.[92] Đoàn Thanh niên Xã hội chủ nghĩa Venezuela đã gửi thư chia buồn đến Trung ương Đoàn Thanh niên Cộng sản Hồ Chí Minh.[97]
- Ả Rập Xê Út: Quốc vương Ả Rập Xê Út Salman bin Abdulaziz Al Saud và Hoàng thái tử, Thủ tướng Vương quốc Ả Rập Xê Út Mohammed bin Salman bin Abdulaziz Al Saud đã gửi điện chia buồn đến Chủ tịch nước Tô Lâm.[92]
- Belarus: Tổng thống Belarus Aleksandr Lukashenko đã gửi điện chia buồn đến Chủ tịch nước Tô Lâm. Chủ tịch Viện Đại biểu Quốc hội Belarus Igor Sergeenko đã gửi thông điệp chia buồn tới lãnh đạo Quốc hội nước Việt Nam và toàn thể nhân dân Việt Nam. Chủ tịch Đảng "Bạch Nga" của Belarus Oleg Romanov đã gửi thư chia buồn đến Ban Chấp hành Trung ương Đảng Cộng sản Việt Nam và gia quyến Tổng Bí thư Nguyễn Phú Trọng.[92] Bí thư thứ nhất Ban Chấp hành Trung ương Đảng Cộng sản Belarus đã gửi thư chia buồn đên Thường trực Ban Bí thư Đảng Cộng sản Việt Nam Lương Cường.
- Iran: Quyền Tổng thống Iran Mohammad Mokhber gửi thư chia buồn đến Chủ tịch nước Tô Lâm. Chủ tịch Hội đồng Hồi giáo Iran Mohammad Bagher Ghalibaf đã gửi thư chia buồn đến Chủ tịch Quốc hội Việt Nam Trần Thanh Mẫn.[92]
- Kazakhstan: Tổng thống Cộng hòa Kazakhstan Kassym-Jomart Tokayev đã gửi thư chia buồn đến Chủ tịch nước Tô Lâm.[92] Chủ tịch Đảng Nhân dân Kazakhstan E. Ertysbaev đã gửi điện chia buồn đến Chủ tịch nước Cộng hòa xã hội chủ nghĩa Việt Nam Tô Lâm.[107]
- Tanzania: Tổng thống Cộng hòa thống nhất Tanzania, Chủ tịch Đảng Cách mạng Tanzania cầm quyền Samia Suluhu Hassan đã gửi thông điệp chia buồn.[92]
- Burundi: Tổng thống Burundi Evariste Ndayishimiye đã gửi thông điệp chia buồn.[92] Tổng thư ký Đảng CNDD-FDD cầm quyền của Burundi Ndikuriyo Révérien gửi thông điệp chia buồn.
- Tây Ban Nha: Trưởng ban Đối ngoại Đảng Cộng sản Tây Ban Nha Manu Pineda, Trưởng ban Đối ngoại Đảng Cộng sản các dân tộc Tây Ban Nha Victor Lucas đã gửi thư chia buồn đến Ban Chấp hành Trung ương Đảng Cộng sản Việt Nam.[92] Liên minh Nhân dân Ga-li-xia -Tây Ban Nha (UPG) gửi thông điệp chia buồn.
- Ireland: Tổng Bí thư Đảng Cộng sản Ireland James Corcoran đã gửi thư chia buồn đến Ban Chấp hành Trung ương Đảng Cộng sản Việt Nam.[92]
- Nam Phi: Đảng Cộng sản Nam Phi đã ra tuyên bố chia buồn về việc Tổng Bí thư Ban Chấp hành Trung ương Đảng Cộng sản Việt Nam từ trần.[92]Đảng Đại hội dân tộc Phi cầm quyền (ANC) gửi thông điệp chia buồn đến Đại sứ quán Việt Nam ở Nam Phi.
- Brasil: Ban Chấp hành Trung ương Đảng Cộng sản Brasil đã gửi thư chia buồn đến Ban Chấp hành Trung ương Đảng Cộng sản Việt Nam.[92] Tổng thống Brazil Lula Da Silva gửi điện chia buồn đến Chủ tịch nước Tô Lâm và Thủ tướng Phạm Minh Chính.
- Palestine: Tổng thống Nhà nước Palestine Chủ tịch Ban Chấp hành Trung ương Tổ chức giải phóng Palestine Mahmoud Abbas đã gửi thư chia buồn đến Ban Chấp hành Trung ương Đảng Cộng sản Việt Nam.[92] Thủ tướng Nhà nước Palestine Mohammad Mustafa gửi thư chia buồn đến Thủ tướng Phạm Minh Chính.[107]
- Thụy Sĩ: Tổng Bí thư Đảng Cộng sản Thụy Sĩ Massimiliano Ay đã gửi thư chia buồn đến Ban Chấp hành Trung ương Đảng Cộng sản Việt Nam.[92] Đoàn Thanh niên Cộng sản Thụy Sĩ đã gửi điện chia buồn đến Trung ương Đoàn Thanh niên Cộng sản Hồ Chí Minh.[97] Tổng thống Thụy Sĩ Viola Amherd đã gửi điện chia buồn đến Chủ tịch nước Tô Lâm.[107]
- Uruguay: Trung ương Đảng Cộng sản Uruguay đã gửi thư chia buồn đến Ban Chấp hành Trung ương Đảng Cộng sản Việt Nam.[92]
- Bolivia: Ủy ban Chính trị, Đảng Cộng sản Bolivia đã gửi thư chia buồn đến Ban Chấp hành Trung ương Đảng Cộng sản Việt Nam.[92]
- Malaysia: Thủ tướng Malaysia Anwar Ibrahim đã gửi thông điệp chia buồn. Bộ trưởng Ngoại giao Malaysia Dato' Seri Utama Haji Mohamad Bin Haji Hasan đã gửi điện/thư chia buồn đến Bộ trưởng Ngoại giao Bùi Thanh Sơn.[97]
- Myanmar: Chủ tịch Hội đồng hành chính nhà nước Myanmar Min Aung Hlaing đã gửi thông điệp chia buồn.[97]
- Đông Timor: Tổng thống Đông Timor José Ramos Horta đã gửi thông điệp chia buồn.[97]
- UAE: Tổng thống UAE Sheikh Mohamed bin Zayed Al Nahyan, Phó Tổng thống kiêm Thủ tướng UAE Sheikh Mohammed bin Rashid Al Maktoum và Phó Tổng thống kiêm Phó Thủ tướng UAE Sheikh Mansour bin Zayed Al Nahyan đã gửi thông điệp chia buồn.[97]
- Ai Cập: Tổng Bí thư Đảng Cộng sản Ai Cập Salah Adly đã gửi điện chia buồn đến Ban Chấp hành Trung ương Đảng Cộng sản Việt Nam. Tổng Bí thư Đảng Xã hội chủ nghĩa Ai Cập Ahmed Bahaa El-Din Shaaban đã gửi điện chia buồn đến Ban Chấp hành Trung ương Đảng Cộng sản Việt Nam và nhân dân Việt Nam.[97]Đại diện cho Tổng thống Ai Cập Abdel Fattah El Sisi, ông Abdel Aziz El Sherif viết sổ tang chia buồn ở đại sứ quán Việt Nam tại Cairo.
- Thổ Nhĩ Kỳ: Tổng thống Thổ Nhĩ Kỳ Recep Tayyip Erdogan gửi điện chia buồn đến Chủ tịch nước Tô Lâm.[112]  Ủy ban Trung ương Đảng Cộng sản Thổ Nhĩ Kỳ đã gửi điện chia buồn đến Ban Chấp hành Trung ương Đảng Cộng sản Việt Nam.[97]
- Nepal: Đoàn Thanh niên Xã hội Nepal đã gửi thư chia buồn đến Trung ương Đoàn Thanh niên Cộng sản Hồ Chí Minh.[97] Thủ tướng Nepal, Chủ tịch Đảng Cộng sản Nepal Mác-xít Lê-nin-nít Thống nhất K.P. Sharma Oi gửi điện chia buồn đến Ban Chấp hành Trung ương Đảng Cộng sản Việt Nam.
- Vatican: Giáo hoàng Phanxicô, thông qua Hồng y Quốc Vụ Khanh Pietro Parolin, đã gửi điện thư chia buồn đến Chủ tịch nước Tô Lâm.[113]
- New Zealand: Toàn quyền New Zealand Dame Cindy Kiro đã gửi điện chia buồn tới Chủ tịch nước Tô Lâm.[114]
- Philippines: Tổng thống Philippines Ferdinand Romualdez Marcos Jr. đã gửi thư chia buồn tới Chủ tịch nước Tô Lâm.[115]
- Đức: Tổng thống Đức Frank Walter Steinmeier đã gửi điện chia buồn đến Chủ tịch nước Tô Lâm.[115] Chủ tịch Đảng Cộng sản Đức đã gửi thư chia buồn đến Ban Chấp hành Trung ương Đảng Cộng sản Việt Nam. Đồng Chủ tịch Đảng Dân chủ Xã hội Đức đã gửi thư chia buồn đến Trưởng Ban Đối ngoại Trung ương Lê Hoài Trung.[107]
- Azerbaijan: Tổng thống Azerbaijan Ilham Aliyev gửi thư chia buồn đến Chủ tịch nước Tô Lâm. Thủ tướng Azerbaijan Ali Asadov gửi thư chia buồn đến Thủ tướng Phạm Minh Chính. Phó Chủ tịch Đảng "Azerbaijan mới" Tahir Budagov gửi thư chia buồn đến Thường trực Ban Bí thư Lương Cường.[115]
- Armenia: Thủ tướng Armenia Nikol Pashinyan gửi điện chia buồn đến Thủ tướng Phạm Minh Chính.[115]
- Áo: Tổng thống Áo Alexander Van der Bellen gửi thư chia buồn đến Chủ tịch nước Tô Lâm.[115]
- Bỉ: Nhà Vua Bỉ Philippe gửi điện chia buồn đến Chủ tịch nước Tô Lâm.[115]
- Kuwait: Quốc vương Nhà nước Kuwait Meshal Al-Ahmad Al-Jaber Al-Sabah và Thái tử Kuwait Sabah Khaled Al-Hamad Al-Mubarak Al-Sabah gửi các thư chia buồn đến Chủ tịch nước Tô Lâm.[115]
- Israel: Tổng thống Nhà nước Israel Isaac Herzog gửi thư chia buồn đến Chủ tịch nước Tô Lâm. Bộ trưởng Ngoại giao Israel Katz đã gửi thư chia buồn tới Bộ trưởng Ngoại giao Bùi Thanh Sơn.[115]
- Mozambique: Tổng thống Mozambique, Chủ tịch Đảng Mặt trận Giải phóng Mozambique Filipe Jacinto Nyusi gửi thư chia buồn đến Chủ tịch nước Tô Lâm.[115]
- Thuỵ Điển: Thủ tướng Thụy Điển Ulf Kristersson gửi thư chia buồn tới Thủ tướng Phạm Minh Chính.[115]
- Angola: Phó Chủ tịch đảng MPLA cầm quyền Luísa Damião, thay mặt Chủ tịch Đảng, Tổng thống Angola, gửi thư chia buồn đến Ban Chấp hành Trung ương Đảng Cộng sản Việt Nam.[115]
- Hy Lạp: Ủy ban Trung ương Đảng Cộng sản Hy Lạp gửi điện chia buồn đến Ban Chấp hành Trung ương Đảng Cộng sản Việt Nam.[115]
- Uzbekistan: Bộ trưởng Ngoại giao Uzbekistan Bakhtiyor Saidov gửi thư chia buồn đến Bộ trưởng Ngoại giao Bùi Thanh Sơn.[115] Tổng thống Uzbekistan Shavkat Mirziyoyev gửi thư chia buồn tới Chủ tịch nước Tô Lâm.[112]
- Ý: Tổng thống Italia Sergio Mattarella đã gửi điện chia buồn đến Chủ tịch nước Tô Lâm.[112]
- Pháp: Tổng thống Pháp Emmanuel Macron đã gửi điện chia buồn tới Chủ tịch nước Tô Lâm. Chủ tịch Thượng viện Pháp Gérard Larcher gửi thư chia buồn.[112]
- Algeria: Tổng thống Algeria Abdelmadjid Tebboune gửi thư chia buồn tới Chủ tịch nước Tô Lâm.[112]  Tổng Bí thư Đảng Mặt trận Giải phóng Dân tộc Algeria đã gửi thư chia buồn đến Ban Chấp hành Trung ương Đảng Cộng sản Việt Nam.[107]
- Qatar: Quốc vương Qatar Sheikh Tamim bin Hamad Al-Thani và Phó Quốc vương, Sheikh Abdullah bin Hamad Al-Thani đã gửi điện chia buồn đến Chủ tịch nước Tô Lâm. Thủ tướng kiêm Bộ trưởng Ngoại giao Nhà nước Qatar Sheikh Mohammed bin Abdulrahman bin Jassim Al-Thani gửi điện chia buồn đến Thủ tướng Phạm Minh Chính.[112]
- Nigeria: Tổng thống Nigeria Bola Ahmed Tinubu gửi thông điệp chia buồn. Đảng Liên minh tiến bộ Nigeria cầm quyền gửi thông điệp chia buồn.[112]
- Sri Lanka: Tổng thống Sri Lanka Ranil Wickremesinghe gửi thư chia buồn đến Chủ tịch nước Tô Lâm. Thủ tướng Sri Lanka Dinesh Gunawardena gửi thư chia buồn đến Thủ tướng Phạm Minh Chính. Đảng Cộng sản Sri Lanka G. Weerasinghe, Tổng Bí thư Đảng Mặt trận Giải phóng Nhân dân Sri Lanka Tilvin Silva gửi điện, thư chia buồn đến Ban Chấp hành Trung ương Đảng Cộng sản Việt Nam. Liên đoàn Thanh niên Sri Lanka gửi thư chia buồn đến Trung ương Đoàn Thanh niên Cộng sản Hồ Chí Minh.[112]
- Turkmenistan: Tổng thống Turkmenistan Serdar Berdimuhamedov gửi thư chia buồn đến Chủ tịch nước Tô Lâm.[112]
- Chile:  Chủ tịch Đảng Cộng sản Chile gửi thông điệp chia buồn.[112]
- Mexico: Bộ trưởng Bộ Ngoại giao Mexico đã gửi thông điệp chia buồn đến Bộ trưởng Bộ Ngoại giao Bùi Thanh Sơn.[112]
- Zimbabwe: Tổng Thư ký Đảng Liên minh Dân tộc Phi Zimbabwe-Mặt trận yêu nước Obert Moses Mpofu đã gửi thư chia buồn đến Chủ tịch nước Cộng hòa xã hội chủ nghĩa Việt Nam Tô Lâm.[109]
- Bồ Đào Nha: Tổng Bí thư Đảng Cộng sản Bồ Đào Nha Paulo Raimundo đã gửi điện/thư chia buồn đến Ban Chấp hành Trung ương Đảng Cộng sản Việt Nam.[109]
- Hungary: Đoàn Chủ tịch Đảng Công nhân Hungary đã gửi điện/thư chia buồn đến Ban Chấp hành Trung ương Đảng Cộng sản Việt Nam.[109]
- Peru: Đảng Cộng sản Peru, Đảng Cộng sản Peru Tổ quốc đỏ đã gửi điện/thư chia buồn đến Ban Chấp hành Trung ương Đảng Cộng sản Việt Nam.[109]
- Colombia: Ban Chấp hành Trung ương Đảng Cộng sản Colombia đã gửi điện/thư chia buồn đến Ban Chấp hành Trung ương Đảng Cộng sản Việt Nam.[109]
- Iraq: Bộ Chính trị Đảng Cộng sản người Kurd-Iraq đã gửi điện/thư chia buồn đến Ban Chấp hành Trung ương Đảng Cộng sản Việt Nam.[109]
- Argentina: Đảng Công lý Argentina đã gửi điện/thư chia buồn đến Ban Chấp hành Trung ương Đảng Cộng sản Việt Nam.[109]
- Paraguay: Ban Chấp hành Trung ương Đảng Cộng sản Paraguay đã gửi điện/thư chia buồn đến Ban Chấp hành Trung ương Đảng Cộng sản Việt Nam.[109]
- Indonesia: Tổng thống Indonesia Joko Widodo gửi lời chia buồn sâu sắc tới Chủ tịch nước, Chính phủ, nhân dân Việt Nam và gia đình Tổng Bí thư. Bộ trưởng Ngoại giao Indonesia Retno Marsudi đã gửi thông điệp chia buồn tới Bộ trưởng Ngoại giao Bùi Thanh Sơn.[107]
- Sudan: Bí thư Đảng Cộng sản Sudan Fathi Alfadi đã gửi điện, thư chia buồn đến Ban Chấp hành Trung ương Đảng Cộng sản Việt Nam.[107]
- Liên minh Nghị viện thế giới: Tổng Thư ký Liên minh Nghị viện thế giới Martin Chungong đã gửi thông điệp chia buồn đến Chính phủ Việt Nam.[107]
- Liên minh Viễn thông quốc tế: Tổng Thư ký Liên minh Viễn thông quốc tế Doreen Bogdan – Martin gửi điện, thư, thông điệp chia buồn đến Chính phủ Việt Nam.[107]
- Síp: Ban Chấp hành Trung ương Đảng Tiến bộ của Nhân dân lao động Síp đã gửi điện, thư chia buồn đến Ban Chấp hành Trung ương Đảng Cộng sản Việt Nam.[107]
- Bờ Biển Ngà: Chủ tịch Đảng Tập hợp Những người Hu-phu-ê vì Dân chủ và Hòa bình (RHDP) đã gửi điện chia buồn đến Chủ tịch nước Cộng hòa xã hội chủ nghĩa Việt Nam Tô Lâm.[107]
- Séc: Ủy ban Trung ương Đảng Cộng sản Séc Morava đã gửi điện/thư chia buồn đến Ban Chấp hành Trung ương Đảng Cộng sản Việt Nam.[107]
- Cộng đồng Pháp ngữ: Tổng Thư ký Pháp ngữ Louise Mushikiwabo đã gửi thư chia buồn đến Chủ tịch nước Tô Lâm.[107]
- UNESCO:  Tổng Giám đốc UNESCO Audrey Azoulay đã gửi thư chia buồn đến Chủ tịch nước Tô Lâm.[107]
- Liên hiệp Công đoàn Thế giới:  Chủ tịch Liên hiệp Công đoàn Thế giới gửi thư/điện chia buồn đến Tổng Liên đoàn Lao động Việt Nam.[106]
- Liên đoàn Phụ nữ Dân chủ Quốc tế (WIDF): đã gửi lời chia buồn đến nhân dân Việt Nam.[106]
- Hội Luật gia dân chủ quốc tế (IADL): đã gửi lời chia buồn đến nhân dân Việt Nam.[106]
- Croatia: Tổng thống Croatia Zoran Milanovic đã gửi điện chia buồn đến Chủ tịch nước Tô Lâm.[107]
- Slovakia: Thủ tướng Slovakia Robert Fico gửi thư chia buồn đến Thủ tướng Phạm Minh Chính.[107]
- Rwanda: Chính phủ Rwanda đã gửi điện chia buồn đến Chính phủ Việt Nam.[107]
- WHO: Tổng Giám đốc Tổ chức Y tế thế giới Tedros Adhanom Ghebreyesus đã gửi thư chia buồn đến Chính phủ Việt Nam.[107]
- Đan Mạch: Nhà vua Đan Mạch Frederik X gửi thư chia buồn tới Chủ tịch nước Tô Lâm, Thủ tướng Đan Mạch Mette Frederiksen gửi thư chia buồn tới Thủ tướng Phạm Minh Chính.[107]
- Canada: Toàn quyền Canada Mary Simon đã gửi thư chia buồn với nhân dân Việt Nam.[107]
- Luxembourg: Đại Công tước Luxembourg Henri đã gửi điện chia buồn đến Chủ tịch nước Tô Lâm.[107]
- Panama: Tổng thống Panama Jose Raul Mulino Quintero đã gửi điện chia buồn đến Chủ tịch nước Tô Lâm.[107]
- Phần Lan: Tổng thống Phần Lan Alexander Stubb đã gửi điện chia buồn đến Chủ tịch nước Tô Lâm. Đảng Cộng sản Phần Lan đã gửi thư chia buồn đến Ban Chấp hành Trung ương Đảng Cộng sản Việt Nam.[107]
- Na Uy: Thủ tướng Na Uy Jonas Gahr Store đã gửi điện chia buồn đến Chủ tịch nước Tô Lâm. Đảng Cộng sản Na Uy đã gửi thư chia buồn đến Ban Chấp hành Trung ương Đảng Cộng sản Việt Nam.[107]

Các Đảng cầm quyền, Đảng Cộng sản trên thế giới, các Đảng đối tác đã gửi các điện/thư/thông điệp chia buồn đến Ban Chấp hành Trung ương Đảng Cộng sản Việt Nam, Chủ tịch nước Cộng hòa xã hội chủ nghĩa Việt Nam Tô Lâm, Thủ tướng Chính phủ nước Cộng hòa xã hội chủ nghĩa Việt Nam Phạm Minh Chính, Chủ tịch Quốc hội nước Cộng hòa xã hội chủ nghĩa Việt Nam Trần Thanh Mẫn, Nhân dân Việt Nam và gia quyến đồng chí Nguyễn Phú Trọng.
Chủ tịch Quỹ Friedrich-Ebert-Stiftung (FES) – Đức, Chủ tịch Viện Rosa – Luxemburg – Đức và Chủ tịch Quỹ Hòa bình Xô viết (SMF) – Nga gửi thư chia buồn đến Trưởng Ban Đối ngoại Trung ương Lê Hoài Trung.
Ủy ban Hòa bình và Đoàn kết Lào, Hội hữu nghị Trung Quốc – Việt Nam, Hội Hữu nghị đối ngoại nhân dân Trung Quốc, Hội Hữu nghị Nga – Việt, Ủy ban đối ngoại thành phố Saint , Hội Hữu nghị Hàn Quốc – Việt Nam, Chủ tịch Ủy ban Đoàn kết Á – Phi Mỹ Latinh Nhật Bản, Mặt trận Giải phóng Nhân dân Sri Lanka, Ủy ban Hòa bình Ai Cập, Hội Hữu nghị Mông Cổ – Việt Nam, Hội Hữu nghị Úc – Việt Nam đã gửi các điện, thư chia buồn đến Liên hiệp các tổ chức hữu nghị Việt Nam...